# Ceryx homoeochroma
Ceryx homoeochroma är en fjärilsart som beskrevs av Obraztsov 1957. Ceryx homoeochroma ingår i släktet Ceryx och familjen björnspinnare. Inga underarter finns listade i Catalogue of Life.